# Juan Bautista Bergua
Juan Bautista Bergua Olavarrieta (Madrid, marzo de 1892-9 de junio de 1991) fue un filólogo, traductor, antólogo, crítico literario, editor y librero español.

## Biografía
Era hijo del librero madrileño Juan Bergua López. Con gran capacidad para aprender idiomas desde la infancia, demostró su excepcional memoria aprobando en dos años la carrera de derecho que comenzó con dieciséis. En 1911 fue a París a estudiar con una beca de la JAE legislación comparada, pero cambió su campo de interés a las lenguas orientales, en especial el sánscrito.
Volvió a Madrid por la muerte de su padre, hecho que le obligó a ocuparse del negocio familiar. A partir de entonces comenzó a publicar su ingente producción literaria. En 1927 fundó la Librería-Editorial Bergua, destinada al gran consumo (un libro cada mes). Desde 1930 editó literatura revolucionaria, con gran éxito, y comenzó a intervenir en política, proponiendo la fundación de un Partido Comunista Libre que, pese a las propuestas de afiliación recibidas, no llegó a estructurarse. Mantuvo amistad con personajes de izquierda y derecha (Pedro Rico y el General Mola).
Al comienzo de la guerra civil española (1936) es primero investigado por las checas republicanas de Madrid y después detenido por las tropas franquistas que ocuparon Getafe, donde se encontraba su casa de campo. Recurriendo a su amistad con Mola, es liberado. Se exilia en Francia (1937), donde su amigo el hispanista Jean Sarrailh le consiguió trabajo como lector de español en distintos lycées, finalmente en el de Carcasona. Volvió a España en 1959.
Su obra más divulgada es la antología Las mil mejores poesías de la lengua castellana.